# Полин Колинс
Полин Колинс (енгл. Pauline Collins) је енглеска глумица, рођена 3. септембра 1940. године у Ексмауту (Енглеска).